# 红色披肩
红色披肩（英語：The Red Cape）有时也被称为莫奈夫人或红色头巾， 是法国印象派画家莫奈创作的一幅雪景帆布油画。这幅画描绘了克洛德·莫奈的妻子卡米耶穿着红色披肩从窗外经过的情景。 
莫奈在阿让特伊居住时创作了这幅画。偏僻的环境使他能够相对平静地作画，并与家人共度时光。 这是莫奈唯一已知的以卡米尔莫奈为特色的雪景画，现在收藏于俄亥俄州克利夫兰的克利夫兰艺术博物馆。

## 外部連結
- 维基共享资源上的相關多媒體資源：红色披肩